# Целулозно-хартиена промишленост
Целулозно-хартиената промишленост е представена от компаниите, които използват дървесина като суровина за производство на дървесна маса, хартия, картон и други продукти на основата на целулоза. Отрасълът има голямо социално-икономическо значение и поддържа производствени връзки с много други стопански отрасли.
Дървесната маса се подава към машина за производство на хартия, където тя се оформя като хартиена мрежа, а водата се премахва от нея чрез пресиране и сушене. Пресирането на листа премахва механично водата. Когато водата напусне листа, тя се попива от специален тип филц (различен от традиционния). Сушенето включва използването на въздух или топлина. В зората на производството на хартия, това се е постигало чрез простиране на листовете като пране. Днес се използват различни механизми за сушене.
За производството на хартия се употребява и отпадъчна хартия, която обаче е едва около 18% от общото количество суровина.

## История
Засаждането с търговска цел на домашни черници за производство на дървесна маса и хартия е засвидетелствано още от 6 век. Промишлеността продължава да расте по времето на китайската династия Сун, удовлетворявайки растящата нужда от хартия за печатане на книги. По това време Сун се нуждае и от голям запас от хартия за печатане на банкноти.
Първата механизирана машина за производство на хартия е инсталирана във фабрика в Апсли, Хартфордшър, Англия през 1803 г. Днес фабриката е превърната в музей.

## Влияние върху околната среда
Целулозно-хартиената промишленост е критикувана от екологични организации за неустойчиво обезлесяване и изсичане на девствени гори. Като цяло, промишлеността се разраства глобално към страни като Русия, Китай и Индонезия, където заплатите са ниски, а екологичният надзор е слаб. Целулозно-хартиената промишленост използва значително количество вода и енергия, изхвърляйки отпадна вода.

## Производство
Промишлеността има най-голямо присъствие в Северна Америка (САЩ и Канада), Северна Европа (Финландия, Швеция, северозападните части на Русия) и Източна Азия (Сибир, Китай, Япония, Южна Корея). Значителни целулозно-хартиени компании има и в Австралазия и Бразилия. Промишлеността е развит отрасъл в редица Европейски държави като Германия, Португалия, Италия, Нидерландия и Полша. САЩ е най-големият производител на хартия до 2009 г., когато Китай заема първото място.
В България, производството на хартия датира от началото на 1930-те години с построяването на фабриките в с. Бараково (Кюстендилско) и в Княжево (София).
Според статистически данни на RISI, основните държави, произвеждащи хартия и картон, се нареждат така:
| Място 2011 г. | Държава       | Производство за 2011 г. (1000 тона) | Дял 2011 г. | Място 2010 г. | Производство за 2010 г. (1000 тона |
| ------------- | ------------- | ----------------------------------- | ----------- | ------------- | ---------------------------------- |
| 1             | Китай         | 99 300                              | 24,9%       | 1             | 92 599                             |
| 2             | САЩ           | 75 083                              | 18,8%       | 2             | 75 849                             |
| 3             | Япония        | 26 627                              | 6,7%        | 3             | 27 288                             |
| 4             | Германия      | 22 698                              | 5,7%        | 4             | 23 122                             |
| 5             | Канада        | 12 112                              | 3,0%        | 5             | 12 787                             |
| 6             | Южна Корея    | 11 492                              | 2,9%        | 8             | 11 120                             |
| 7             | Финландия     | 11 329                              | 2,8%        | 6             | 11 789                             |
| 8             | Швеция        | 11 298                              | 2,8%        | 7             | 11 410                             |
| 9             | Бразилия      | 10 159                              | 2,5%        | 10            | 9796                               |
| 10            | Индонезия     | 10 035                              | 2,5%        | 9             | 9951                               |
|               | Общо за света | 398 975                             | 100%        |               | 394 244                            |